# Bunawan
Bunawan ist eine philippinische Stadtgemeinde in der Provinz Agusan del Sur. Sie hat 45.151 Einwohner (Zensus 1. August 2015). Bekannt wurde die Gemeinde im September 2011 durch die Entdeckung von Lolong, dem bisher größten entdeckten und gefangenen Salzwasserkrokodil.

## Baranggays
Bunawan ist politisch unterteilt in zehn Baranggays.
- Bunawan Brook
- Consuelo
- Libertad
- Mambalili
- Poblacion
- San Andres
- San Marcos
- Imelda
- Nueva Era
- San Teodoro